# Selección de fútbol sub-20 de Etiopía
La Selección de fútbol sub-20 de Etiopía, conocida también como la Selección juvenil de fútbol de Etiopía, es el equipo que representa al país en la Copa Mundial de Fútbol Sub-20 y en el Campeonato Juvenil Africano; y es controlada por la Federación Etíope de Fútbol.

## Palmarés
- Campeonato Juvenil Africano:

Tercer lugar : 1979, 1985

## Estadísticas

### Campeonato Juvenil Africano
- 1979: Tercer lugar
- 1981 : primera ronda
- 1983 : No clasificó
- 1985 : Tercer lugar
- 1987 : Primera ronda
- 1989 : No participó
- 1991 : Fase de grupos
- 1993 : Cuarto lugar
- de 1995 a 1999 : No clasificó
- 2001 : Cuarto lugar
- de 2003 a 2009 : No clasificó
- de 2011 a 2013 : No participó
- de 2015 a 2019 : No clasificó

### Mundial Sub-20
- de 1977 a 1999 : No clasificó
- 2001 : Fase de Grupos
- de 2003 a 2019 : No clasificó